# Gedenkturm an die Schlacht bei Großbeeren 1813

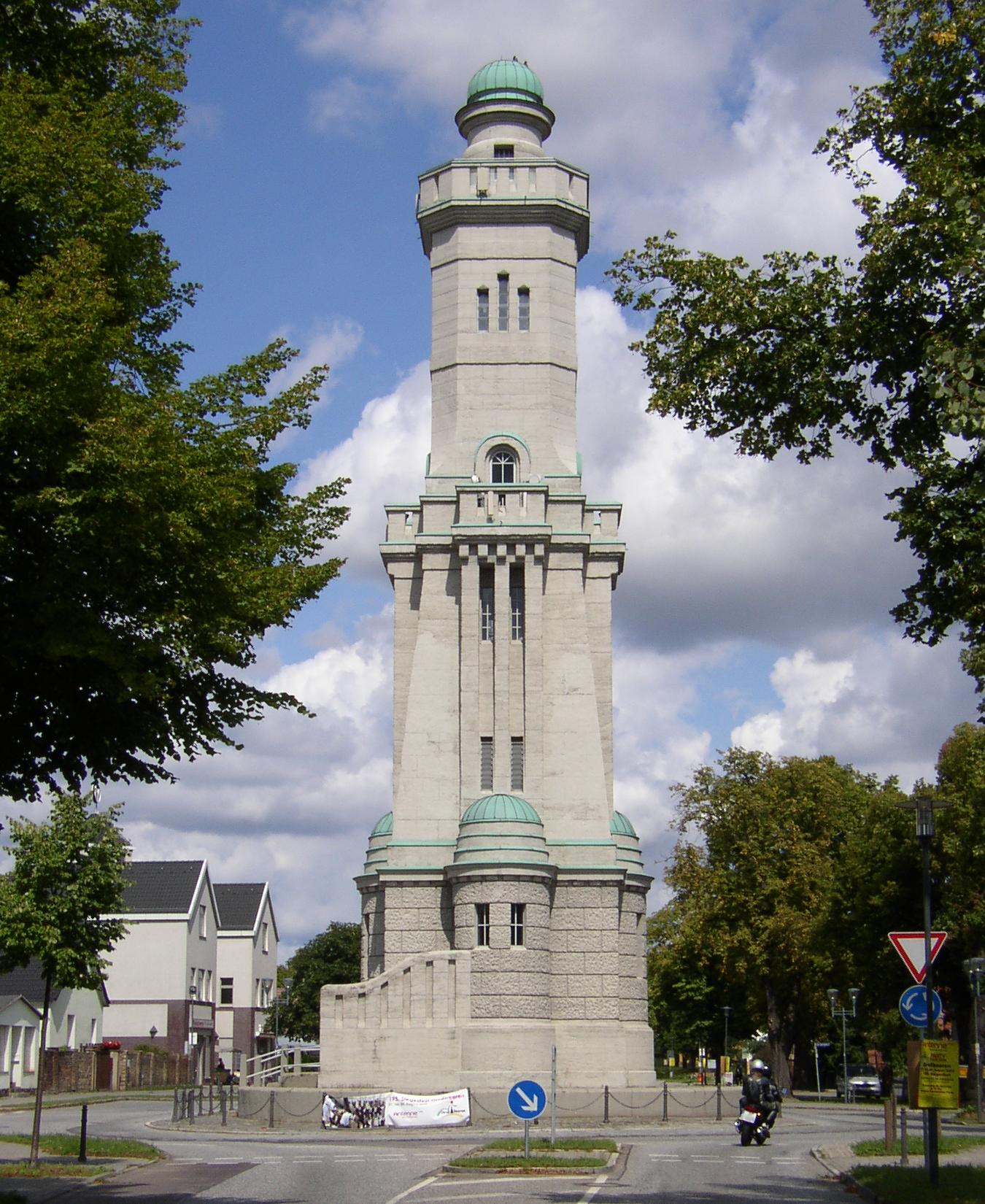
Gedenkturm in Großbeeren

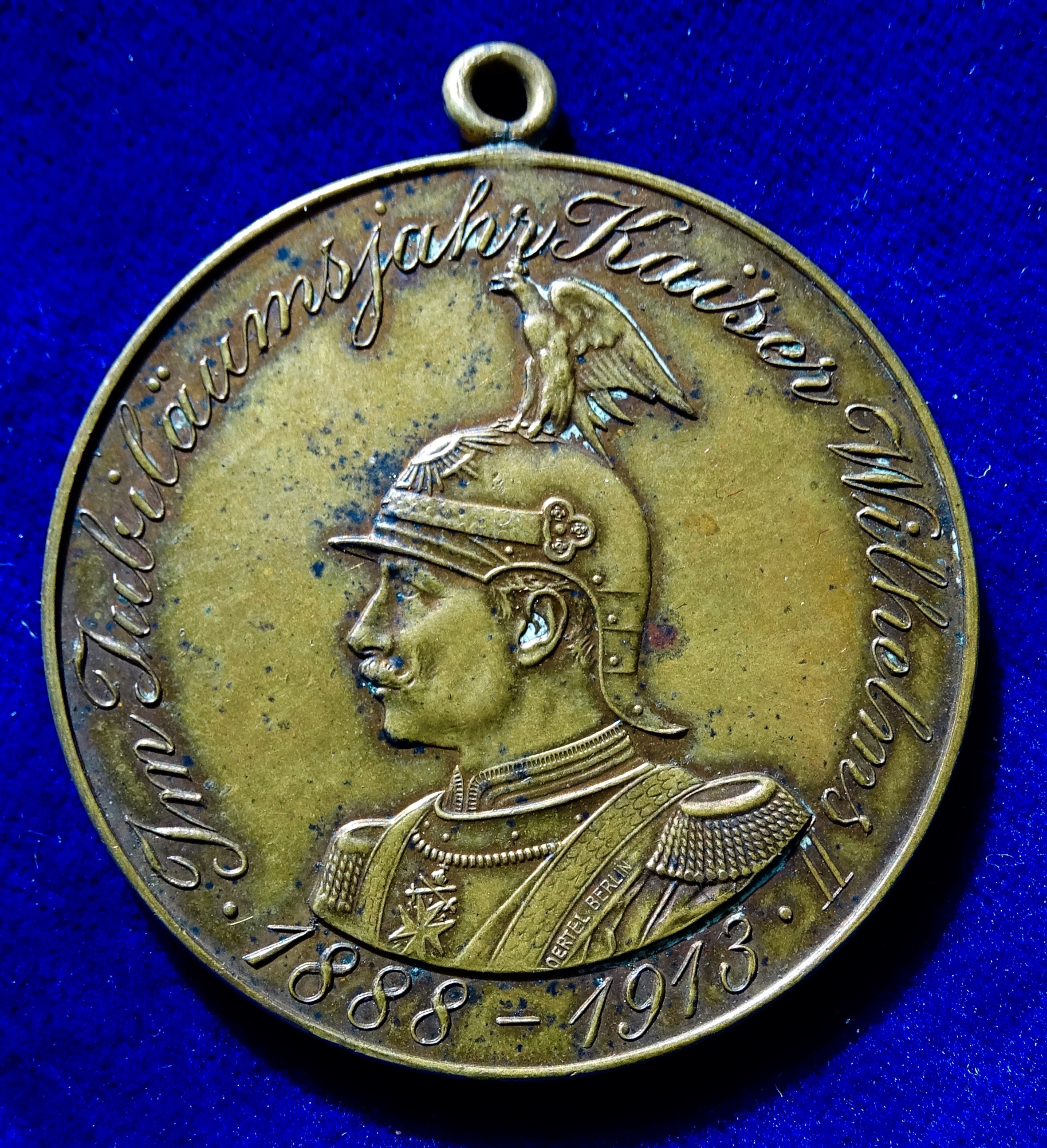
Medaille zur Eröffnung des Gedenkturmes an die Schlacht bei Großbeeren 1813, Vorderseite.

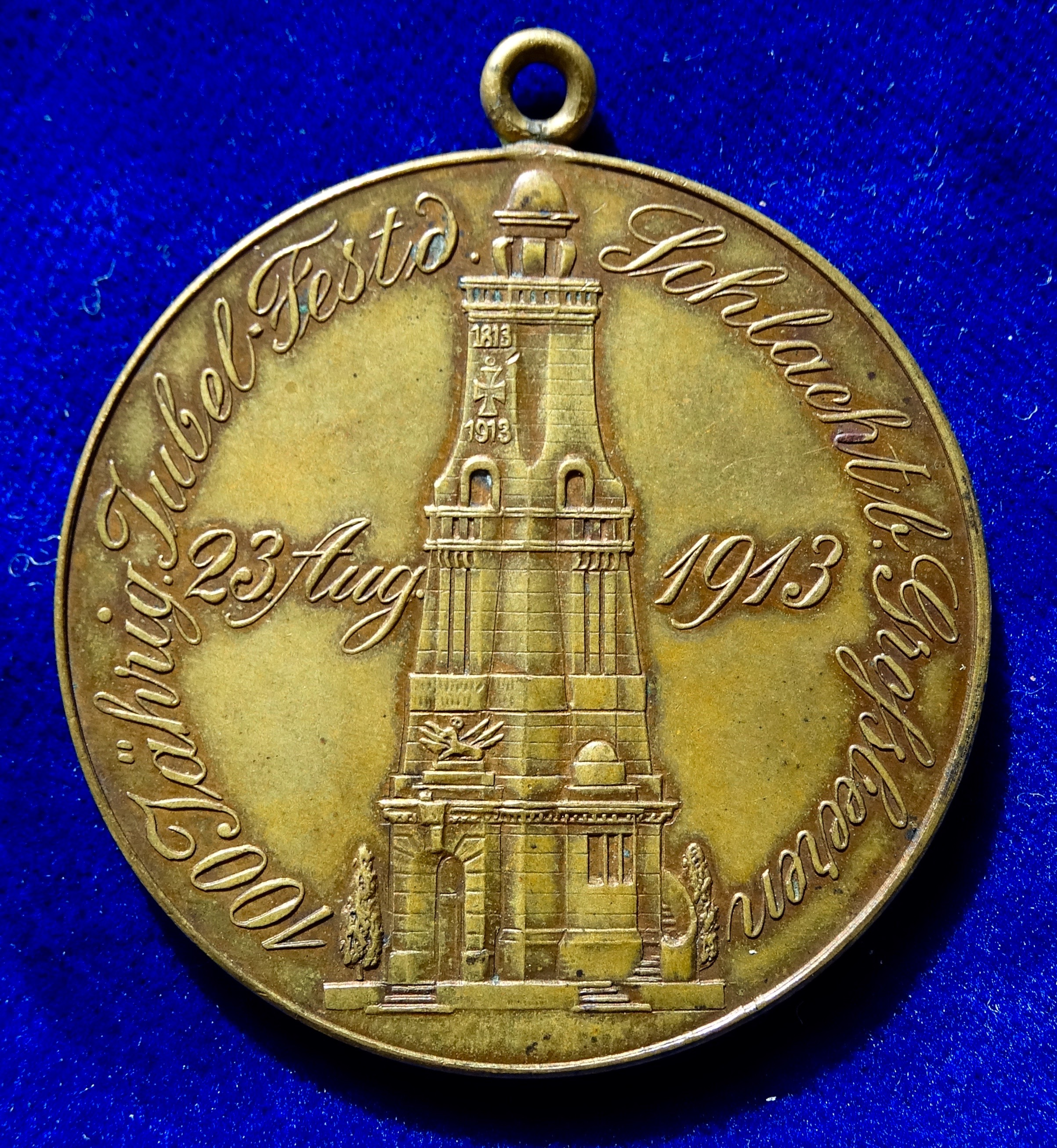
Medaille zur Eröffnung des Gedenkturmes an die Schlacht bei Großbeeren 1813, Rückseite.

Der Gedenkturm an die Schlacht bei Großbeeren 1813 ist ein 32 Meter hohes, denkmalgeschütztes Bauwerk in Großbeeren, einer amtsfreien Gemeinde im nördlichen Teil des Landkreises Teltow-Fläming (Brandenburg). Er wurde zum 100. Jahrestag der für die Mark Brandenburg siegreichen Schlacht bei Großbeeren errichtet und am 23. August 1913 eingeweiht. Er gilt als das Wahrzeichen des Ortes.

## Lage
Der Turm steht im Schnittpunkt der Landstraße 40, die von Westen als Bahnhofstraße an den Turm heranführt und nach Osten als Straße Am Sportplatz sowie weiterführend als Diedersdorfer Straße verläuft. Von Norden führt die Berliner Straße (K 7241) auf den Turm zu, die in südlicher Richtung Genshagener Straße heißt.

## Aufbau
Das Bauwerk verfügt über eine rechteckige Grundfläche mit einer Ausstellungshalle im Sockel. Dort befindet sich unter anderem ein Diorama mit einer Schlachtszene. Der Sockel ist mit einem nachgebildeten, grob behauenen Bossenwerk verkleidet. Darüber verjüngt sich der Turm trapezförmig. Je drei Säulen pro Seite tragen eine darüber liegende, erste Plattform. Sie ist über bogenförmig ausgeschnittene Türen erreichbar und dienen im Jahr 2014 als Notausgang. In den beiden innen liegenden Säulen sind je zwei rechteckige Sprossenfenster eingelassen. Über der Plattform erstreckt sich im weiteren Verlauf der achteckige Turm, dessen Fassade zweifach mit einem Gesims gestaltet wurde. Oberhalb der Aussichtsplattform befindet sich ein mit Kupferblech verkleidetes Kuppeldach. An der Nordfassade brachten die Erbauer oberhalb einer Schlachtszene mit einem Pferd die Inschrift an: „Hier wurde am 23. August 1813 die französische Armee von den preußischen Truppen unter General von Bülow geschlagen. Der Sieg bewahrte Berlin vor drohender französischer Besetzung.“ Darüber sind die Jahreszahlen „1813“ sowie „1913“ angebracht. Zwischen den Zahlen ist  das Eiserne Kreuz erkennbar. Dort befinden sich unterhalb einer Krone die Initialen „FW“, ein Lorbeerkranz sowie die Jahreszahl 1813. Sie stehen für Friedrich Wilhelm III. (Preußen).

## Geschichte
Der Turm wurde als eines der ersten Bauwerke Anfang des 20. Jahrhunderts in nur rund sechs Monaten Bauzeit aus Stahlbeton errichtet. Die Leitung übernahm der damalige Kreisdeputierte des Kreises Teltow und Regierungsbaumeister Karl Lange. Er beauftragte die Berliner Firma Eisenbetonbau Schwartz GmbH mit den Arbeiten. Die Einweihung fand im Beisein des Prinzen Eitel Friedrich von Preußen sowie des Landrats von Aschenbach statt. In den Jahren 1998 bis 2001 wurde der Turm umfassend saniert. Für rund 1.850.000 DM (davon rund eine Million DM Fördermittel des Landkreises) erhielt der Turm ein innenliegendes Stahlskelett zur Verstärkung; aufgetretene Risse an der Fassade wurden behandelt und von der Museumshalle ausgehend eine Wendeltreppe mit 137 Stufen eingebaut, die auf die Aussichtsplattform führt. Der Turm und das neu gestaltete Museum eröffneten am 24. August 2001.